# サイクロスポラ症
サイクロスポラ症はサイクロスポラ（特にCyclospora cayetenensis）による原虫感染症である。ヒトの糞便や、それに汚染された飲食物を介して伝染する。旅行者下痢症の1つであるが、北アメリカ大陸では汚染された果実や野菜が輸入消費されることによるアウトブレイクが度々発生している。サイクロスポラは種によってモグラやサルに感染するが、ここではヒトの感染症について扱う。

## 病原体
サイクロスポラはアピコンプレックス門に属する単細胞生物である。ヒトにサイクロスポラ症を引き起こすのはCyclospora cayetenensisである。成熟したオーシストが感染源であり、小腸（おもに空腸）に到達すると脱嚢して粘膜固有層の細胞内で無性生殖を繰り返す。その後に有性生殖を行って生じた未成熟のオーシストが糞便中に排出される。オーシストが成熟して感染性を得るには、気温にもよるが外界で10日間程度を必要とする。

## 症状
主な症状は長引くひどい水様性下痢で、それ以外に鼓腸、発熱、腹痛、筋肉痛といった症状を示す。

## 診断
患者の便中にオーシストを見出すことは難しい。PCR検査や抗酸染色によって同定することができる。

## 治療
治療薬としてはST合剤が使われる。

## 予防
ワクチンは存在しない。食材をよく洗浄してから利用することでリスクを大きく減らすことができるが、完全に予防するためには十分加熱してから摂食するしかない。塩素処理では不活化することはできないので、生水の飲用を避ける。

## アウトブレイク
発見当初は熱帯・亜熱帯に限って分布していると考えられていたが、北アメリカ大陸での発症例が多く見付かっている。CDCによれば、1990年代以降、アメリカ合衆国とカナダで11例のアウトブレイクと1000例以上の散発例がある。
2013年夏には、合衆国中西部を中心に25州にわたるアウトブレイクが発生し、少なくとも631名の患者が出た。後の調査によれば、アイオワ州とネブラスカ州の場合は、袋売りのサラダが原因だと判明した。
2015年には31州にわたり546名の患者が出たが、最も患者の集中したテキサス州の調査では、コリアンダーの汚染が原因だった。
2018年には16州で507名の患者が確認されており、マクドナルドのサラダが原因と考えられている。

## 歴史
サイクロスポラ症のヒトの症例は1977年以降と新しい。イギリス人寄生虫学者Ashfordがパプアニューギニアで3名の大便中にイソスポラ様のコクシジウムを見出し1979年に報告したのが最初である。その後1989年に慢性的な下痢症状を示すペルー人から見出されたクリプトスポリジウム様の生物が報告された。シアノバクテリアに類似すると考える者もいたが、1992年の会議録においてOrtegaらが成熟オーシストの形態を元にサイクロスポラと同定し、Cyclospora cayetanensisと名付けた。ただしこの学名が規約上有効に命名されたのは1994年になってからである。種小名はカエタノ・エレディア大学に由来する。